# Емил Кристенсен
Емил Кристенсен (дан. Emil Kristensen; Есбјерг, 20. септембар 1992) професионални је дански хокејаш на леду који игра на позицији одбрамбеног играча. 
Члан је сениорске репрезентације Данске за коју је дебитовао на светском првенству 2014. године. 